# Ринкова економіка
Ринкова економіка — економічна система, заснована на принципах вільного підприємництва та добровільного обміну, в якій роль основного регулятора економічних відносин відіграє ринок.  
Людвіг фон Мізес, один з найбільш відомих представників Австрійської школи економіки писав:  
У вільній ринковій економіці немає привілеїв, немає захисту корисливих інтересів, немає бар'єрів, які б заважали будь-кому прагнути до будь-якої нагороди.  

Theory and History, p. 114
На ринку з досконалою конкуренцією, коли дії окремого продавця або покупця не спричиняють впливу на дії інших, узгоджувальним механізмом попиту і пропозиції слугує ринкова ціна. Ринкова ціна формується як середня ціна на певний товар за певний період у результаті багаторазових угод між покупцями і продавцями.
Підвищення ринкової ціни сигналізує про перевищення попиту над пропозицією товару на ринку, що є сигналом для підприємців збільшити пропозицію товару, а для покупців — зменшити його споживання, перейшовши на інші товари (товари-замінники, або субститути).
Зниження ринкової ціни означає перевищення пропозиції над попитом, що є сигналом для продавців знизити обсяг його пропозиції (для виробників — знижувати обсяги його виробництва), а для покупців — збільшити обсяг його споживання.
У такий спосіб реакції покупців і продавців на ринкову ціну врівноважують попит і пропозицію на ринку, що дає підстави говорити про саморегулювання ринкової економіки як про її найважливішу принципову особливість. 
Взаємодію попиту і пропозиції описує відповідна економічна модель попиту і пропозиції.
Економіка, керована державою, або дирижистська економіка, – це економіка, у якій держапарат відіграє провідну роль у скеруванні загального розвитку ринку через промислову політику чи індикативне планування, який керує, але не замінює економічне планування ринком. Ця форма іноді називається змішаною економікою.
Ринкова економіка протиставляється плановій (командній) економіці, де інвестиційні та виробничі рішення втілені в інтегрованому загальноекономічному плані. У централізовано планованій економіці економічне планування є основним механізмом розподілу між фірмами, а не ринками, при цьому засоби виробництва належать одному органу і управляються цим організаційним органом.

## Визначення
Ринкова економіка — форма економічної організації, за якої узгодження дій здійснюється на основі взаємодії на ринках вільних приватних виробників і вільних індивідуальних споживачів.
Ринкова економіка — соціально-економічна система, що розвивається на основі приватної власності і товарно-грошових відносин. Ринкова економіка базується на принципах свободи підприємництва і вибору.
Ринкова економіка — економіка, організована на основі ринкової саморегуляції, за якої координація дій учасників здійснюється державою, а саме законодавчою та судовою владою безпосередньо, а виконавчою тільки опосередковано, шляхом запровадження різних податків, зборів, пільг тощо. Це економіка, в якій тільки рішення самих покупців, постачальників товарів і послуг визначають структуру розподілу.
З позиції історії бізнесу, ринкова економіка — економічна система, що спрямовується і регулюється механізмом стихійних ринкових трансакцій в інституційному середовищі та пануванні відповідних інститутів.
Ринкова економіка - економіка, в якій лише рішення споживачів, постачальників ресурсів і фірм визначають структуру розподілу ресурсів.

### Попит і пропозиція
Ринкова економіка спирається на цінову систему, щоби сигналізувати суб'єктам ринку про коригування виробництва та інвестицій. Формування цін залежить від взаємодії попиту та пропозиції для досягнення або наближення рівноваги, коли ціна одиниці на певний товар або послугу перебуває в точці, коли попит на товар дорівнює його пропозиції.
Уряди можуть втручатися (економічний інтервенціонізм), встановлюючи або цінові обмеження на конкретних ринках (наприклад, закони про мінімальну заробітну плату), або застосовувати фіскальну політику для відмовлення певної поведінки споживачів або для подолання зовнішніх ринкових факторів, породжених певними угодами. Існують різні точки зору на роль влади як в регулюванні, так і в керуванні ринковою економікою, а також у вирішенні соціальних нерівностей, що виникають на ринках. По суті, ринкова економіка вимагає, щоби цінова система, на яку впливають попит та пропозиція, існувала як основний механізм розподілу ресурсів незалежно від рівня регулювання.

### Приватна власність у ринковій економіці
Фундаментом ринкової економіки є приватна власність на засоби виробництва, саме тому її іноді ототожнюють з капіталізмом.
Ефективність приватної власності визначається ступенем захисту прав власності. Ступінь захисту прав власності вимірюється відповідними показниками, зокрема за допомогою індексу прав власності. В індексі прав власності Україна займає останні місця у світі впродовж тривалого часу.

## Економічна свобода
Інтегральною оцінкою ступеню розвитку ринкової економіки у суспільстві є економічна свобода. У світі використовуються декілька показників економічної свободи, зокрема Індекс економічної свободи. В індексі економічної свободи України займає останні місця у світі впродовж тривалого часу, що свідчить про відсутність реальних економічних реформ.

## Принципи ринкової економіки
Ринкова економіка — економіка, заснована, на принципах:
- підприємництво;
- приватна власність на засоби виробництва;
- ринкове ціноутворення;
- добровільні договірні відносини між господарюючими суб'єктами;
- мінмальне втручання держави в господарську діяльність;
- захист прав приватної власності.

Одним з досягнень ринкової економіки прийнято називати рівність, рівні можливості, хоча насправді можливості визначає соціальний стан.
На думку ряду економістів, «ринок», під чим прийнято розуміти засновану на свободу договору, ціноутворенні по закону попиту і пропозиції і зустрічному обороті грошової маси (тобто товарно-грошова ринкова система) являє собою не більш ніж одну з історично обумовлених і історично минущих форм товарообміну і товаророзподілу.

## Теоретична основа ринкової економіки
Теоретичною основою ринкової економіки є мікроекономічна модель ринку з досконалою конкуренцією. У цій моделі ринок з досконалою конкуренцією досягає рівноваги між попитом і пропозицією завдяки ціновому механізму. Коливання ринкової ціни є ціновими сигналами для учасників ринку.
Французький економіст Леон Вальрас (1834—1910) математично довів можливість досягнення одночасної рівноваги на багатьох ринках.

## Поява теорії вільних ринків
Одним з перших, ідею про саморегулювання ринкової економіки висунув засновник сучасної економічної теорії, шотландський економіст XVIII ст. Адам Сміт, який говорив про існування «невидимої руки ринку». Цією метафорою він описав здатність ринків до саморегулювання. Подібні думки висловлював французький економіст XIX ст. Фредерік Бастіа, якому належить вислів: «Париж нагодований!», який він вигукнув, коли усвідомив, що постачання продовольства до Парижу є достатнім і регулярним без будь-якого централізованого планування. Ідея саморегулювання ринкової економіки знайшла розвиток у концепції спонтанного порядку, яка є однією з базових для Австрійської школи економіки.
Представники Австрійської школи економіки розглядають економіку виключно як добровільний обмін (каталактику). Усі втручання в економіку (інтервенціонізм) розглядаються як аномальні та шкідливі.  
У 1970-х роках економісти Чиказького університету, в тому числі нобелівський лауреат М. Фрідман, сформулювали тезу про те, що вільні ринки — найефективніший механізм розподілу ресурсів і ризиків. Більшість розвинених країн у 1970-1980-х роках лібералізували ринки, що призвело до їх вибухового зростання. Вважалося, що втручання держави в економіку повинне бути мінімальним.
Фрідріх фон Гаєк, представник Австрійської школи економіки, так визначив альтернативу вільному ринку у своїй останній книзі «Згубна самовпевненість» (1988):
Суперечка про ринковий порядок і соціалізм є суперечкою про виживання — ні більше, ні менше. Дотримання соціалістичної моралі призвело б до знищення більшої частини сучасного людства і зубожіння основної маси тих, хто б залишився.

## Характерні риси
- Переважання форм приватної власності
- Обмежена роль держави
- Конкуренція
- Свобода вибору (вибір споживача та вибір виробника)
- Ціновий механізм
- Маркетингова система управління виробництва
- Гнучкість системи

## Економічні реформи та ринкова економіка
Сутністю усіх без винятку успішних реформ у новій та новітній історії, є максимальне наближення умов ведення господарської діяльності до умов ринкової економіки, звільнення економіки від податкового та регуляторного тиску з боку держави.
Економісти та політики-реформатори сформулювали основні принципи реформ у Вашингтонському консенсусі.
Наприклад, три основні складові успішних економічних реформ у Грузії:
- Дебюрократизація
- Лібералізація
- Приватизація

## Економісти про ринкову економіку
Людвіг фон Мізес у своїй фундаментальній праці "Людська діяльність: Трактат з економічної теорії" пише:
| | Ринкова економіка, підпорядкована суверенітету споживачів, виробляє продукцію, яка робить життя індивіда більш приємним. Вона намагається задовольнити попит індивіда на більший комфорт. Саме за це апостоли насильства зневажають капіталізм. Вони шанують героїв, руйнівників і вбивць, і зневажають буржуа і його психологію дрібного крамаря (Зомбарт). В даний час людство пожинає сходи, насіння яких були посіяні цими людьми. |
| — Людвиг фон Мизес, Человеческая деятельность: трактат по экономической теории. - Социум, 878, ISBN 978-5-91603-071-6, 978-5-91603-078-5 | |

## Критика ринкової економіки
Основне обґрунтування необхідності державного втручання у роботу ринкового механізму його опонентами, є неспроможність ринку (фіаско ринку) у вирішенні деяких соціальних питань. Разом з тим, питання нездатності держави у вирішенні питань неспроможності ринку, також є неоднозначним (фіаско держави).